# Karpas (jodendom)

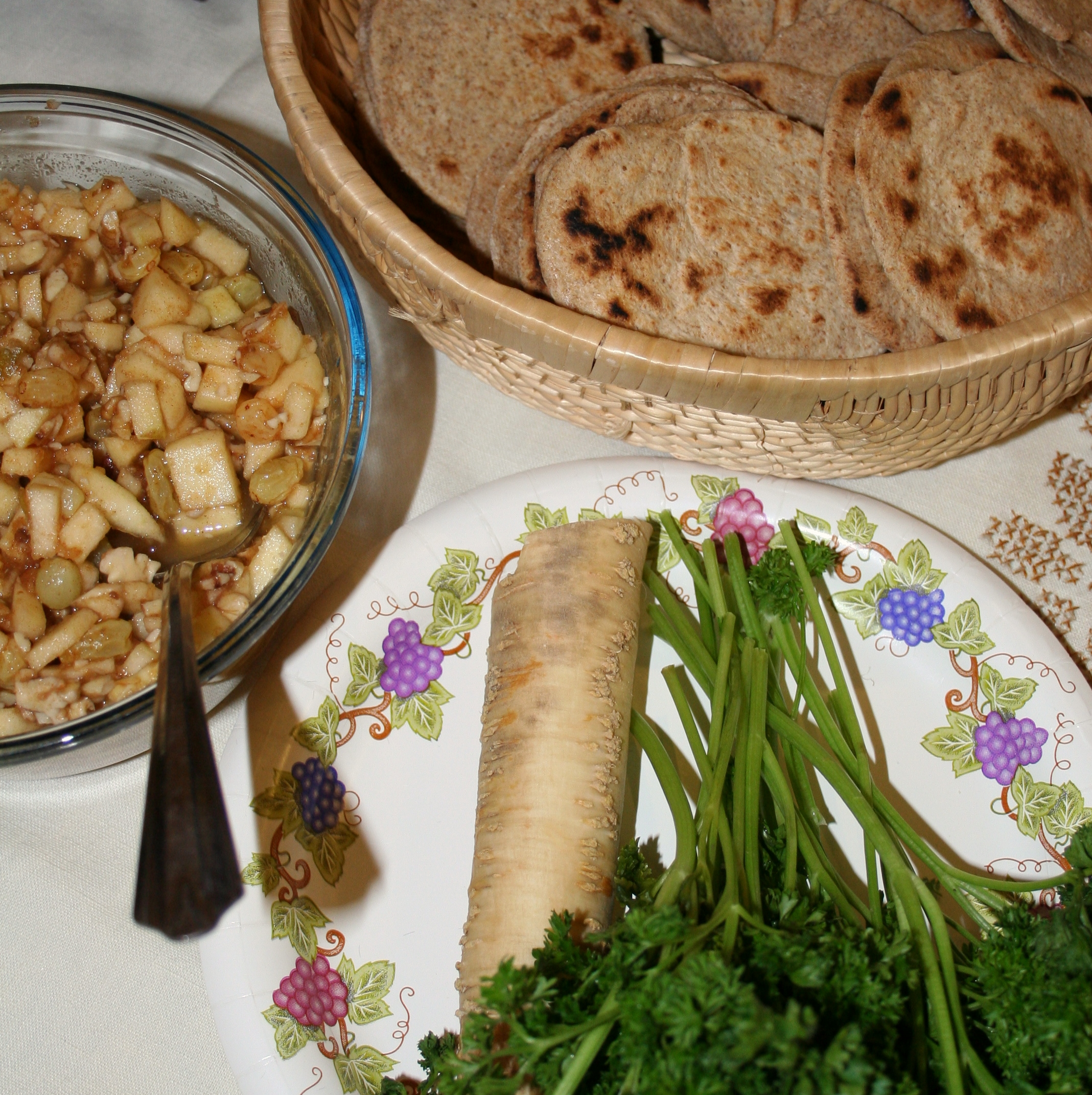
Karpas (in dit geval peterselie), op een Sedertafel, samen met matzes (ongerezen brood), maror (bittere kruiden, hier mierikswortel) en charoset (een zoet mengsel).

Karpas is een van de traditionele rituelen van het jodendom tijdens de sederavond. Het is een groene groente, meestal peterselie of selderij, die in vloeistof (meestal zout water) wordt gedompeld en wordt gegeten. Ook worden wel rauwe ui of gekookte aardappel gebruikt. Het woord komt van het Griekse karpos en betekent een verse rauwe groente. De karpas wordt traditioneel op de seiderschotel links van het ei geplaatst. De vloeistof is meestal zout water of wijnazijn. Het zoute water staat symbool voor de zoute tranen die de Joden vergoten tijdens de slavernij in Egypte . 
Een reden om een groente in zout water te dopen, is om kinderen uit te lokken om er vragen over te stellen. Het is traditie tijdens de sederavond om het verhaal te vertellen over de uittocht uit Egypte, door middel van vraag en antwoord. Het indopen van een groente voorafgaand aan de hoofdmaaltijd wordt bij andere gelegenheden niet gedaan en wekt dus de nieuwsgierigheid van de kinderen. Op een andere moment wordt ook iets ingedoopt, namelijk als maror in de charoset wordt gedoopt.  
Sommigen interpreteren het onderdompelen van de karpas in zout water als symbool voor het verhaal dat Jozefs tuniek door zijn broers in bloed werd gedoopt. Karpas vindt daarom plaats aan het begin van de sedermaaltijd, want Jozefs tuniek werd in bloed gedompeld aan het begin van de afdaling van de Israëlieten naar Egypte. Het Griekse woord 'karpos' lijkt erg op het Hebreeuwse woord 'karpas', wat fijn linnen betekent.

## Bron
Dit artikel of een eerdere versie ervan is een (gedeeltelijke) vertaling van het artikel Karpas op de Engelstalige Wikipedia, dat onder de licentie Creative Commons Naamsvermelding/Gelijk delen valt. Zie de bewerkingsgeschiedenis aldaar.